# Thomas K. McCraw
Thomas Kincaid McCraw (11 septembre 1940 - 3 novembre 2012) est un historien américain des affaires et professeur émérite "Isidor Straus" d'histoire des affaires, à la Harvard Business School. Il remporte le prix Pulitzer d'histoire en 1985 pour les Prophets of Regulation: Charles Francis Adams, Louis D. Brandeis, James M. Landis, Alfred E. Kahn (1984).

## Biographie
McCraw est né à Corinth, Mississippi, près de l'endroit où son père John, un ingénieur civil de la Tennessee Valley Authority, aide à construire un barrage. La famille déménage fréquemment et McCraw obtient son diplôme d'études secondaires à Florence, en Alabama.
McCraw fréquente l'université du Mississippi grâce à une bourse ROTC et obtient un BA en 1962. Il est officier de la marine américaine de 1962 à 1966, puis va à l'Université du Wisconsin à Madison pour ses études supérieures, obtenant un doctorat en 1970. Il travaille comme assistant d'enseignement à l'Université du Wisconsin de 1967 à 1969.
McCraw est professeur adjoint d'histoire (1970-1974) et professeur agrégé d'histoire (1974-1978) à l'université du Texas à Austin avant de rejoindre la Harvard Business School en 1978 devenant directeur de recherche en 1984-1986. À Harvard, il crée un cours standard de première année pour les étudiants du MBA, "Creating Modern Capitalism", qui améliore le profil et la popularité de l'histoire des affaires à l'école; son programme devient un manuel largement utilisé.
Tout au long de sa carrière universitaire, McCraw occupe divers postes. Il est membre du conseil de la Massachusetts Historical Society et membre du conseil consultatif de la Nomura School of Advanced Management à Tokyo, au Japon.
Il épouse son amie d'enfance Susan Morehead en 1962, et ils vivent à Belmont, Massachusetts, ayant trois enfants Elizabeth McCarron, Thomas McCraw, Jr. et John McCraw, et trois petits-enfants.
McCraw est décédé à Cambridge, Massachusetts, en 2012. Il souffrait de problèmes cardiaques et pulmonaires.

## Publications et prix
McCraw écrit un certain nombre de livres sur les affaires et l'histoire des affaires, notamment Morgan versus Lilienthal: The Feud within the TVA (1970), Prophets of Regulation: Charles Francis Adams, Louis D. Brandeis, James M. Landis, Alfred E. Kahn (1984 ), The Essential Alfred Chandler: Essays Towards a Historical Theory of Business (Alfred D. Chandler, Jr. et Richard S. Tedlow; 1988), Creating Modern Capitalism: How Entrepreneurs, Companies, and Countries Triumphed in Three Industrial Revolutions (1997), The Intellectual Venture Capitalist : John H. McArthur and the Work of the Harvard Business School (1999), American Business, 1920-2000 : How It Worked (2000) et Prophet of Innovation : Joseph Schumpeter and Creative Destruction (2007),. Les fondateurs et la finance: comment Hamilton, Gallatin et d'autres immigrants ont forgé une nouvelle économie (2012)
En 1985, il remporte le prix Pulitzer d'histoire pour les Prophets of Regulation: Charles Francis Adams, Luis D. Brandeis, James M. Landis, Alfred E. Kahn. Le livre remporte également le prix Thomas Newcomen en 1986.

## Sources
- Elizabeth A. Brennan et Elizabeth C. Clarage, Who's who of Pulitzer Prize Winners, Westport, CT, Greenwood Publishing Group, 1999 (ISBN 1-57356-111-8, lire en ligne)
- Heinz-Dietrich Fischer et Erika J. Fischer, American History Awards 1917-1991, Munich, Germany, K. G. Saur, 1994 (ISBN 3-598-30177-4, lire en ligne)